# Иткулово (Зианчуринский район)
Иткулово (баш. Этҡол) — деревня в Зианчуринском районе Башкортостана, входит в состав Абзановского сельсовета.

## Население
| 1939 | 1959 | 1970 | 1979 | 1989 | 2002 | 2009 |
| ---- | ---- | ---- | ---- | ---- | ---- | ---- |
| 442  | ↘434 | ↗514 | ↘483 | ↘386 | ↗422 | ↗431 |
| 2010 |      |      |      |      |      |      |
| ↘383 |      |      |      |      |      |      |

Национальный состав
Согласно переписи 2002 года, преобладающая национальность — башкиры (99 %).

## Географическое положение
Расстояние до:
- районного центра (Исянгулово): 55 км,
- центра сельсовета (Абзаново): 6 км,
- ближайшей ж/д станции (Саракташ): 45 км.

## Религия
Ислам 
- Мечеть

## Известные жители
- Ибрагимов, Рахим Киреевич (1904—1971) — председатель Президиума Верховного Совета Башкирской АССР, министр пищевой промышленности БАССР (1946—1953), депутат Верховного Совета БАССР первого и второго созыва, Верховного Совета СССР первого созыва.